# Steffen Weinhold
Steffen Weinhold (Fürth, 19 de julio de 1986) es un jugador de balonmano alemán que juega como lateral derecho. Fue un componente de la selección de balonmano de Alemania.
Con la selección ganó la medalla de oro en el Campeonato Europeo de Balonmano Masculino de 2016 y la medalla de bronce en los Juegos Olímpicos de Río de Janeiro 2016.

## Palmarés

### Nordhorn-Lingen
- Copa EHF (1): 2008

### Flensburg
- Liga de Campeones de la EHF (1): 2014

### Kiel
- Liga de Alemania de balonmano (4): 2015, 2020, 2021, 2023
- Copa de Alemania de balonmano (3): 2017, 2019, 2022
- Supercopa de Alemania de balonmano (5): 2015, 2020, 2021, 2022, 2023
- Copa EHF (1): 2019
- Liga de Campeones de la EHF (1): 2020

## Clubes
- HC Erlangen (2003-2007)
- HSG Nordhorn-Lingen (2007-2009)
- TV Grosswallstadt (2009-2012)
- SG Flensburg-Handewitt (2012-2014)
- THW Kiel (2014-2024)